# Manoir de Mebzon
Le manoir de Mebzon est une demeure des XIVe – XVe siècles qui se dresse sur le territoire de l'ancienne commune française de Sept-Forges, dans le département de l'Orne, en région Normandie. L'édifice est partiellement inscrit au titre des Monuments historiques.

## Localisation
Le manoir est situé au nord-est de l'ancienne commune de Sept-Forges et à l'est de la RD 24 vers Geneslay, au sein de la commune nouvelle de Juvigny Val d'Andaine, dans le département français de l'Orne.

## Historique
L'édifice date des XIVe et XVe siècles. Un guillaume de Mebzon est cité au début du XIVe siècle.
Le manoir est endommagé avant la Révolution française.

## Description
Il subsiste, entouré de douves, les restes d'un logis diminué en plan à la suite de la destruction de la moitié environ des maçonneries. La façade postérieure est flanquée d'une tour polygonale à usage d'escalier. Le pignon ouest a conservé deux baies géminées ; la plupart des autres ouvertures sont à meneaux. Des arcs en tiers-point surmontent les portes.
À l'intérieur du logis, se trouve de monumentales cheminées des XIVe ou XVe siècle. La charpente est en carène de navire renversée.

## Protection
Le manoir, à l'exception du bâtiment adossé au pignon nord est inscrit au titre des monuments historiques par arrêté du 22 décembre 1998.